# Municipio de East Lake Lillian
El municipio de East Lake Lillian (en inglés: East Lake Lillian Township) es un municipio ubicado en el condado de Kandiyohi en el estado estadounidense de Minnesota. En el año 2010 tenía una población de 199 habitantes y una densidad poblacional de 2,14 personas por km².

## Geografía
El municipio de East Lake Lillian se encuentra ubicado en las coordenadas 44°55′50″N 94°48′43″O / 44.93056, -94.81194. Según la Oficina del Censo de los Estados Unidos, el municipio tiene una superficie total de 92.92 km², de la cual 86,98 km² corresponden a tierra firme y (6,39 %) 5,94 km² es agua.

## Demografía
Según el censo de 2010, había 199 personas residiendo en el municipio de East Lake Lillian. La densidad de población era de 2,14 hab./km². De los 199 habitantes, el municipio de East Lake Lillian estaba compuesto por el 95,98 % blancos, el 1,01 % eran afroamericanos, el 1,01 % eran asiáticos y el 2,01 % eran de una mezcla de razas. Del total de la población el 3,52 % eran hispanos o latinos de cualquier raza.